# Xanthonia dentata
Xanthonia dentata là một loài bọ cánh cứng trong họ Chrysomelidae. Loài này được Staines và Weisman miêu tả khoa học lần đầu tiên năm 2001.